# 영해고등학교
영해고등학교(寧海高等學校)는 대한민국 경상북도 영덕군 영해면 괴시리에 있는 공립 고등학교이다.

## 학교 연혁
- 1955년 5월 19일 : 영해고등학교 설립인가 (6학급)
- 1959년 9월 1일 : 영해면 성내동에서 현부지로 이축
- 1962년 1월 13일 : 학칙 변경(남녀공학에서 남자만으로)
- 1978년 3월 5일 : 학급증설 고등학교(15학급)
- 1994년 10월 24일 : 남고에서 남녀공학으로(총 6학급) 편성
- 2005년 10월 28일 : 예송 도서관 개관
- 2008년 8월 1일 : 기숙형 공립학교 지정
- 2009년 3월 1일 : 영해여자정보고등학교(총 졸업생 5,652명)와 통합
- 2011년 3월 1일 : 영어교과교실제 도지정 시범학교
- 2022년 3월 1일 : 고교학점제 선도학교, 공동교육과정 운영
- 2022년 3월 1일 : 선진형 교과교실제 선도학교
- 2024년 1월 5일 : 제67회 졸업식(50명 졸업) 총 13,674명
- 2024년 3월 1일 : 제29대 홍상규 교장 취임

## 참고 자료
- 영해고등학교 - 한국교육학술정보원 학교알리미